# Litarcturus antarcticus
Litarcturus antarcticus är en kräftdjursart som först beskrevs av Eugène Louis Bouvier 1910.  Litarcturus antarcticus ingår i släktet Litarcturus och familjen Antarcturidae. Inga underarter finns listade i Catalogue of Life.